# 瀛海站
瀛海站是一个位于中国北京市大兴区瀛海地区三槐堂村104国道、瀛安街、三槐南路交叉口南側，属于北京地铁8号线的地铁车站，2018年12月30日随8号线三期、四期通车而投入使用。

## 位置
瀛海站位于南五环外，沿104国道呈南北走向布置。本站南端折返线与瀛海车辆段出入线相连，车辆段位于车站东南方向。

## 结构

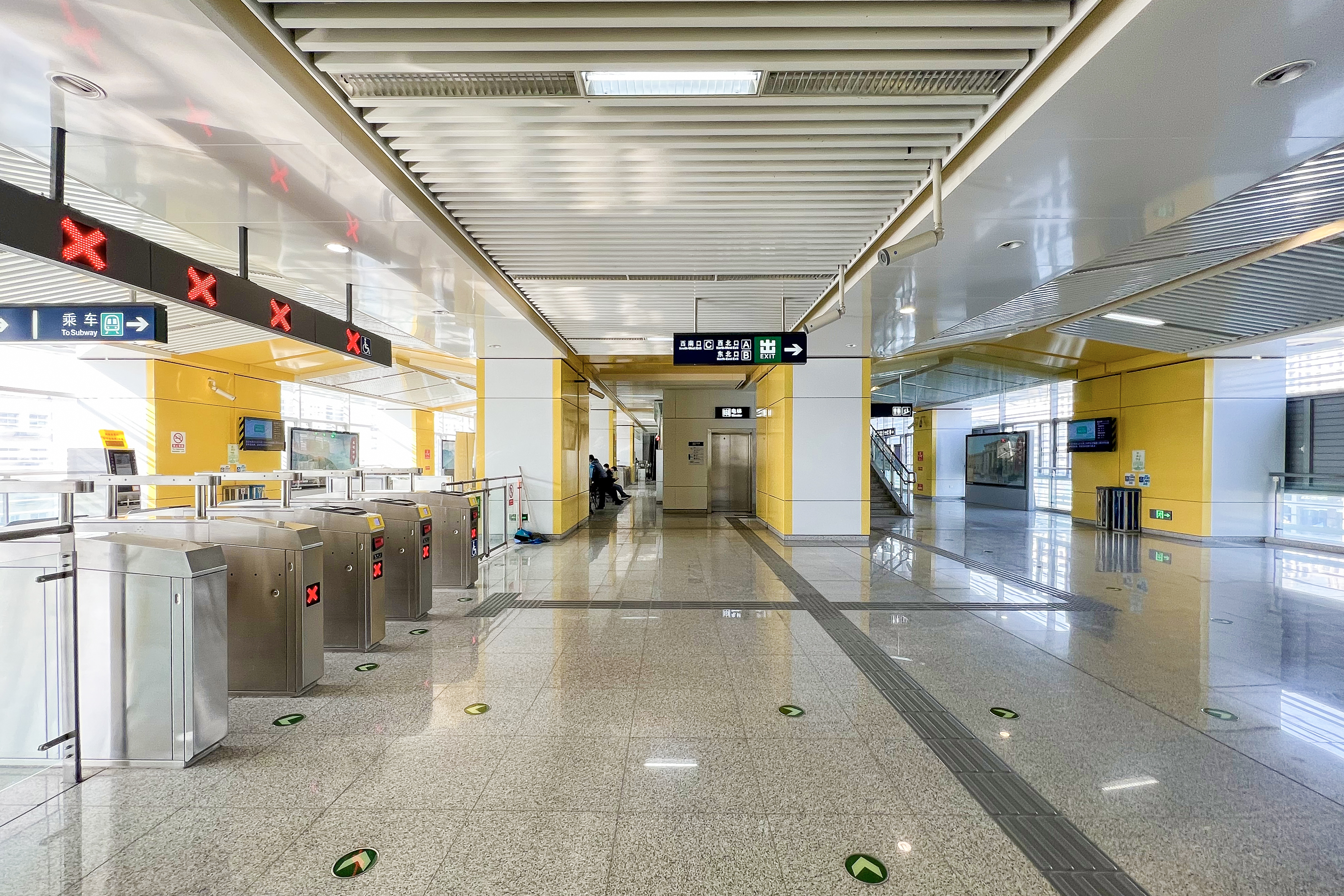
站厅

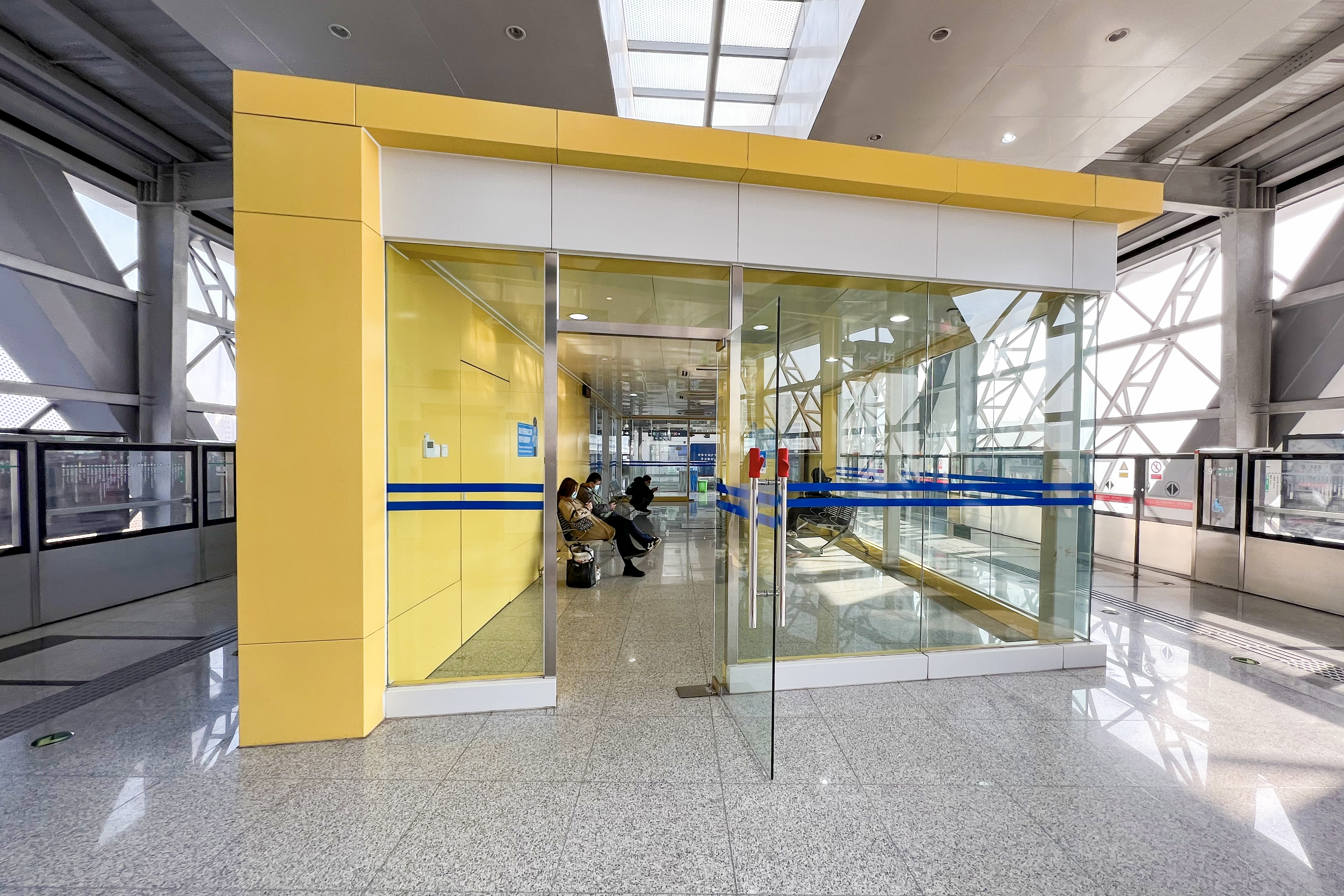
站台上的空调候车室

瀛海站为高架车站，设置在104国道西侧。车站为三层，其中二层为站厅，三层为岛式站台。二层站厅通过天桥连接道路东侧的出入口。瀛海站西侧规划为大型商业区（北京瀛海环宇坊），建成后预计可直接由地铁站进入商业区。月台北端设有一条渡线，供列车进行站前折返，南端设有一组通往瀛海车辆段，供列车进行折返或前往车辆段，站台上设有空调候车室。
在瀛海站前后的轨道结构下方设置有P+R停车场。
| 地上三层 站台层 |                        | █ 8号线往朱辛庄（德茂）          |
| 地上三层 站台层 | 島式月台，左側開門     |                                  |
| 地上三层 站台层 | █ 8号线终点站 落客站台 |                                  |
| 地上二层 站厅层 | 站厅                   | 客务中心、自动售票机、进出站闸机 |
| 地面层          | 街道                   | A-C出入口                        |

## 车站艺术
瀛海站A口扶梯上方设有由出生于瀛海的画家朱铁川创作、描绘南海子景象的壁画《家园》。

## 出入口
|                           |                          |                  |      |            |
| 编号                      | 指示                     | 建议前往的目的地 | 照片 | 无障碍设施 |
| 出口 · A · 升降机标志     | 京福路（西侧），三槐南路 |                  |      |            |
| 出口 · B · 1              | 京福路（东侧），瀛安路   |                  |      | 不適用     |
| 出口 · B · 2 · 升降机标志 | 京福路（东侧）           |                  |      |            |
| 出口 · C                  | 京福路（西侧）           |                  |      | 不適用     |
| 註： 設有                 |                          |                  |      |            |